# Grab the Moment
«Grab the Moment» (укр. «Схопи мить») — пісня JOWSTа для конкурсу  Євробачення 2017 в Києві, Україна. Була виконана у другому півфіналі Євробачення, 11 травня, та пройшла до фіналу. У фіналі, 13 травня, була виконана під номером 17, за результатами голосування отримала від телеглядачів та професійного журі 158 балів, посівши 10 місце.

## Список композицій
| Digital download | Digital download                    | Digital download |
| #                | Назва                               | Тривалість       |
| ---------------- | ----------------------------------- | ---------------- |
| 1.               | «Grab the Moment»                   | 2:55             |
| 2.               | «Grab the Moment (Karaoke version)» | 2:56             |